# Markus Gier
Markus Gier (San Galo, 1 de enero de 1970) es un deportista suizo que compitió en remo. Su hermano Michael compitió en el mismo deporte.
Participó en dos Juegos Olímpicos de Verano, obteniendo una medalla de oro en Atlanta 1996, en la prueba de doble scull ligero, y el quinto lugar en Sídney 2000, en la misma prueba.
Ganó seis medallas en el Campeonato Mundial de Remo entre los años 1989 y 1998.

## Palmarés internacional
| Juegos Olímpicos   | Juegos Olímpicos              | Juegos Olímpicos  | Juegos Olímpicos    |
| Año                | Lugar                         | Medalla           | Prueba              |
| ------------------ | ----------------------------- | ----------------- | ------------------- |
| 1996               | Atlanta (Estados Unidos)      | Medalla de oro    | Doble scull ligero  |
| Campeonato Mundial |                               |                   |                     |
| Año                | Lugar                         | Medalla           | Prueba              |
| 1989               | Bled (Yugoslavia)             | Medalla de plata  | Cuatro scull ligero |
| 1992               | Montreal (Canadá)             | Medalla de bronce | Doble scull ligero  |
| 1993               | Račice (República Checa)      | Medalla de plata  | Doble scull ligero  |
| 1994               | Indianápolis (Estados Unidos) | Medalla de bronce | Doble scull ligero  |
| 1995               | Tampere (Finlandia)           | Medalla de oro    | Doble scull ligero  |
| 1998               | Colonia (Alemania)            | Medalla de bronce | Doble scull ligero  |